# Lichtor
Lichtor ist ein Ortsteil im Stadtteil Alt Refrath von Bergisch Gladbach.

## Geschichte
Der Name Lichtor greift die alte Gewannenbezeichnung Am Leichenthor auf, die im Urkataster westlich des Ortskerns von Refrath im Bereich der heutigen Straße Am Lichtor verzeichnet ist. Das Lichthor/Leichenthor bildete einen Durchgang in der Dorfumzäunung der ursprünglichen Siedlung Refrath, deren Gebäude um die alte alte Refrather Kirche herum lagen. Der Name Lichtor bezog sich auf den Lichweg, der zur Kirche führte. Dieser Lichweg oder Leichenweg war ein historischer Fahrweg, der meistens ausschließlich dem Leichentransport vorbehalten war. Generell verfügte jede Honschaft über einen solchen Weg.
Lichtor war im 19. Jahrhundert Teil der preußischen Bürgermeisterei Bensberg im Kreis Mülheim am Rhein. Aufgrund des Köln-Gesetzes wurde die Stadt Bensberg mit Wirkung zum 1. Januar 1975 mit Bergisch Gladbach zur Stadt Bergisch Gladbach zusammengeschlossen. Dabei wurde auch Lichtor Teil von Bergisch Gladbach.
| Jahr | Einwohner | Wohn- gebäude | Kategorie  | Bemerkung      |
| ---- | --------- | ------------- | ---------- | -------------- |
| 1845 | 31        | 7             | Bauergüter | gen. Leichthor |
| 1871 | 7         | 2             | Hofstelle  |                |
| 1885 | 19        | 3             | Wohnplatz  | gen. Lichtthor |
| 1895 | 9         | 2             | Wohnplatz  | gen. Lichtthor |
| 1905 | 8         | 2             | Wohnplatz  | gen. Lichtthor |